# Gagrellula albatra
Gagrellula albatra is een hooiwagen uit de familie Sclerosomatidae.